# Šipunovo
Šipunovo (in russo Шипуново?) è un villaggio del settore meridionale della Siberia Occidentale situato nel Territorio dell'Altaj,  in Russia. È il centro amministrativo del distretto Šipunovskij.
La località si trova 165 km a sud della capitale Barnaul poco distante dal fiume Alej.